# Küchenlied
Mit dem Begriff Küchenlied wird gemeinhin eine Gruppe von Liedern volksliedhaften Charakters oder Texten der Volkspoesie bezeichnet. Die meisten Lieder entstanden zwischen dem 19. Jahrhundert bis etwa Ende der 1920er Jahre. Die Wurzeln einiger Lieder lassen sich bis in die Goethezeit zurückverfolgen.

## Beschreibung
Die als „Küchenlieder“ bezeichneten Werke sind dem Bänkelsang und der Moritat thematisch ähnlich. Während diese Liedgattungen jedoch eindeutig auf den öffentlichen Vortrag (z. B. auf Jahrmärkten oder Straßen) hin konzipiert sind, wird bei Küchenliedern gemeinhin unterstellt, dass sie zumeist vom Personal bürgerlicher Haushalte, also Dienstmädchen, Mamsellen, Köchinnen usw. bei der Hausarbeit gesungen wurden – daher der Name Küchenlied. Tatsächlich entstammten die Lieder oft der bürgerlichen Salonmusik, für die sie von oft zweit- oder drittrangigen Dichtern und Komponisten als Kunstlieder im romantisierenden Volkston verfasst worden waren. Aus diesem Grund, und weil die Lieder als sentimental und kitschig gelten, wurden die Lieder von der traditionellen Volksliedforschung kaum beachtet, und der Gattungsbegriff taucht in der wissenschaftlichen Literatur fast nicht auf. Die Lieder sind meist in einem sentimentalen bis larmoyanten Grundton gehalten und handeln oft, aber nicht ausschließlich, von den Schicksalen von Frauen und jungen Mädchen, oft von betrogener Liebe, und dürften damit die unerfüllten Sehnsüchte aber auch Kümmernisse v. a. von Frauen im 19. Jahrhundert angesprochen haben. Da wissenschaftliche Untersuchungen zu diesen Liedern nicht vorliegen, muss die Frage, ob sie überhaupt ein sinnvoll abgrenzbares „Genre“ darstellen, vorläufig offenbleiben.

## Beispiele
- Mariechen saß weinend im Garten (nach Joseph Christian von Zedlitz,[2] 1831)
- Sabinchen war ein Frauenzimmer (1849)
- Holde Gärtnersfrau („Müde kehrt ein Wandersmann zurück“, 1836/1882)

## Rezeption
In den 1950er und 1960er Jahren führten die Publikationen des Rundfunkjournalisten Hartmann Goertz zu einer nostalgischen Popularitätswelle des Küchenlieds. Aus eigener Sammeltätigkeit sowie durch Zusendungen von Radiohörern resultierten in mehreren LP- und Liederbuchveröffentlichungen, die allerdings keinen wissenschaftlichen Anspruch verfolgten, sondern eher von persönlichen Vorlieben der Sammler und Einsender geprägt waren. So enthalten die eher zufällig zu nennenden Sammlungen Balladen, Soldaten- und Seemannslieder.
Eine vergleichbare Rezeptionswelle setzte etwas zeitversetzt in der DDR unter dem Schlagwort „Lieder der Mamsell“ ein. Auf ein von Horst Roatsch 1965 herausgegebenes Liederbuch folgten in den 1970er Jahren zwei LP-Veröffentlichungen. In den Klappen- und Covertexten wurde regelmäßig das „unfreiwillig Komische“ des Liedguts hervorgehoben.

### Sammlungen
- Hartmann Goertz (Hrsg.): Lieder aus der Küche. Perlen vergessener Poesie. Ehrenwirth, München 1957.
- Hartmann Goertz (Hrsg.): Mariechen saß weinend im Garten. 171 Lieder aus der Küche gesammelt und in acht Kränze gebunden. Ehrenwirth, München 1963 (Inhaltsverzeichnis).
- Ramona Leiß, Walter Hansen (Hrsg.): Die schönsten Küchenlieder. Volkslieder und Volksballaden zum Singen, Tanzen und Musizieren. Nymphenburger, München 1995, ISBN 3-485-00737-4.
- Charly Ocasek, Klaus Schneider (Hrsg.): Mariechen saß weinend im Garten. Lieder der Mamsell. Eulenspiegel, Berlin 2001, ISBN 3-359-01425-1.
- Lukas Richter (Hrsg.): Mutter, der Mann mit dem Koks ist da. Berliner Gassenhauer – mit Noten. VEB Deutscher Verlag für Musik, Leipzig 1977.
- Horst Roatsch (Hrsg.): Lieder der Mamsell. Eulenspiegel, Berlin (DDR) 1965 (mit Schallplattenbeilage: Gisela May singt Lieder der Mamsell).
- Harro Torneck, Hermann Mährlen (Hrsg.): Volks- & Küchenlieder. Langen-Müller, München 1977, ISBN 3-7844-1660-8. Taschenbuchausgabe: Heyne, München 1980, ISBN 3-453-42071-3.

### Sekundärliteratur
- Peter Bernhardt: Untersuchungen zum sogenannten „Küchenlied“. Göttingen, Wiss. Prüfungsamt, Schriftl. Hausarbeit f.d. Lehramt 1965, OCLC 46033073.
- Hans Norbert Fügen: Triviallyrik – Küchenlieder. In: Kölner Zeitschrift für Soziologie und Sozialpsychologie, Jg. 21, 1969, ISSN 0023-2653, S. 106–122.
- Gerlinde Haid: Küchenlied. In: Oesterreichisches Musiklexikon. Online-Ausgabe, Wien 2002 ff., ISBN 3-7001-3077-5; Druckausgabe: Band 3, Verlag der Österreichischen Akademie der Wissenschaften, Wien 2004, ISBN 3-7001-3045-7.
- Otto Holzapfel: Lexikon folkloristischer Begriffe und Theorien (= Studien zur Volksliedforschung 17). Lang, Bern u. a. 1996, ISBN 3-906755-33-9, S. 196.
- Rudolf Schenda: Noch einmal: Triviallyrik – Küchenlieder. In: Kölner Zeitschrift für Soziologie und Sozialpsychologie, Jg. 22, 1970, ISSN 0023-2653, S. 129–134.